# Szentpéterfölde
Szentpéterfölde is een plaats (község) en gemeente in het Hongaarse comitaat Zala. Szentpéterfölde telt 149 inwoners (2001).